# Kjeld Andresen
Kjeld Nicolai Gotthard Andresen, född 1808, död 1851, var en norsk nykterhetsförkämpe.
Andresen var tillsammans med Asbjörn Kloster den äldre norska nykterhetsrörelsens främsta namn. Genom några till svenska översatta agitationsskrifter, Afhållsamhets-katechismus (1846) och Om afskaffandet af brännvinets bruk (1847), båda utgivna genom Svenska nykterhetssällskapets försorg, kom han även att utöva ett visst inflytande på 1840-talets svenska nykterhetsrörelse.